# قضيضاء (جبل)
جبل قضيضاء (بضم القاف وفتح الضاد المعجمة، بعدها ياء مثناة تحتية ساكنة، ثم ضاد ثانية مفتوحة وألف، فهمزة) هو جبل صغير في تهامة في ديار قبيلة بلقرن في محافظة العرضيات في منطقة مكة المكرمة في المملكة العربية السعودية، ويقع شمال وادي نخال ويفصل قرية الحياالله التابعة لأهل نخال من آل سليمان بلقرن إلى قسمين.